# Volksmonarchie
Een volksmonarchie is een type monarchie waarin de titel van de monarch is verbonden aan het volk (bijvoorbeeld Koning der Belgen) en niet aan het land (zoals in Koning der Nederlanden). De bekendste volksmonarchieën ontstonden in de 19e eeuw maar in vroeger tijden bestonden ze ook – koningen werden in de eerste plaats gezien als heersers over een volk, niet over een land. De middeleeuwse Schotse koningen waren dan ook koningen der Schotten, niet koningen van Schotland. België is de enige nog bestaande erfelijke constitutionele volksmonarchie ter wereld.

## Voorbeelden
- Het staatshoofd van België is koning der Belgen, niet koning over de Belgen en niet koning van België.
- De laatste Franse koning Lodewijk Filips werd in 1830 uitgeroepen tot koning der Fransen, in tegenstelling tot zijn voorganger Karel X die koning van Frankrijk en Navarra was.
- De Griekse koningen droegen de titel koning der Hellenen, niet koning van Griekenland.